# 布洛克船坞
布洛克船坞（英語：Brooke Dockyard），又译布鲁克船坞，是一个创立于20世纪的船坞。

## 历史
布洛克船坞最早于1907年开始筹备，于1912年5月31日正式开业。在当时曾是为白人拉惹修理船只的设施，在1963年印尼与马来西亚对抗时。成为维修所有战舰的设施，2012年。布洛克船坞已经达到了100周年。

## 改建为博物馆
2022年3月14日，砂拉越工程局宣布将已过百年的布鲁克老船坞改建为海事博物馆。届时将会对外开放。